# 古城川 (守谷市)
古城川（こじょうがわ）は、茨城県守谷市ひがし野・本町を流れる河川。

## 概要
主に、守谷市ひがし野地区を流れる河川である。守谷東特定土地区画整理事業に伴い、プロムナード水路として整備されたもので、普段は水がほとんど流れておらず、一部は地下河川（暗渠）となっている。両岸が石堤になっており、川に沿って遊歩道が整備されている。